# マジカルハロウィン
マジカルハロウィンは、2007年7月にKPEから発売されたパチスロ機（5号機）。及びこれを原作とする同シリーズ作品群の総称。略称は「マジハロ」。

## 概要
オリジナルキャラクターたちが活躍するノンタイアップパチスロ機。キャラクターの声に人気声優の堀江由衣らを起用したことから、萌えスロ好きなパチスロファンに注目される。その一方で、最高設定の機械割が約118%（解析値）に達するハイスペック機であったことから、出玉の多さを求めるパチスロファンからも注目されている。
パチスロメーカーとしては後発といえるKPEだが、上記の特徴から着実に設置台数を増やし、約2400店舗（2008年1月時点、P-WORLD調べ）に設置され、名実共にKPEの代表作となった。以降、シリーズ化が行われている。
2018年5月発売の『マジカルハロウィン6』（5.9号機）から、発売元がグループ会社のコナミアミューズメントへ変更された。
2023年12月現在、パチスロ9機種、パチンコ1機種が発売されている。シリーズ最新作はそれぞれ『マジカルハロウィン8』『CRぱちんこマジカルハロウィン』。

### メディア展開
シリーズ化に伴い、Web上ではマジカルハロウィンシリーズのポータルサイトが2009年から開設され『こちらマジハロ情報局★』や『マジハロ4コマ劇場』などの定期連載が開始されている。2011年にはメディアミックス展開も視野に入れたサイトリニューアルが行われており、キャラクターソングアルバムやフィギュアなどのオリジナルグッズの製作・販売が企画されている。また携帯電話向けサイト「スロトレ!KPE」においても各種情報配信が行われている。

### シリーズ沿革
- 2007年7月 - 『マジカルハロウィン』（5号機）発売。
- 2009年3月 - 『マジカルハロウィンR』（5号機）発売。
- 2010年1月 - 『マジカルハロウィン2』（5号機）発売。
- 2011年9月 - 『マジカルハロウィン3』（5号機）発売。
- 2013年11月 - 『マジカルハロウィン4』（5号機）発売。
- 2014年6月 - 『CRぱちんこマジカルハロウィン』発売。
- 2016年2月 - 『マジカルハロウィン5』（5号機）発売。
- 2018年5月 - 『マジカルハロウィン6』（5.9号機）発売。
- 2019年12月 - 『マジカルハロウィン7』（6号機）発売。
- 2023年12月 - 『マジカルハロウィン8』（6.5号機）発売。

原作である『マジカルハロウィン』とそのマイナーチェンジ版にあたる『マジカルハロウィンR』に関するスペック等の詳細は後述参照。それ以降のシリーズ作品の詳細はそれぞれ該当項目を参照。

## 登場人物
アリス・ウィッシュハート（声：堀江由衣）
見習い魔法使い。まだ上手に魔法が使えない。10年前のハロウィンの夜に起きたある事故により、両親や周りの人間が行方不明になってしまう。アリス自身もその前後の記憶を失ってしまっている。
※公式にて年齢設定　7歳　17歳の模様
ブーモリ
アリスの使い魔。口癖は「ぶ!」。召喚儀式に失敗し、手違いでこの姿になってしまったらしい。そのショックで記憶や言葉を失ってしまった。
カボちゃん
アリスの家に昔から住み着いている生物？正体は不明だが、ハロウィンの夜になると特別な力を発揮。口からいろんなものを吐き出すこともある。
ローズマリー・ベルガモット（声：富沢美智恵）
愛称ローズ。アリスのライバル。自慢の魔法でアリスの邪魔をしたり、バトルを挑んだりしている。アリスとは幼なじみだが、あることがきっかけで敵対意識を持つようになった。
死神（グリムリーパー）
ローズと契約を結ぶ上級モンスター。あらゆるモンスターに一目置かれる孤高の存在。実は寂しがりやでちょっぴり頭も弱い。ローズとの契約の報酬は月に一回のデート。
ドラキュラ
アリスによって召喚される3バカトリオの1人。3人の中で1番弱い。
ウルフ
アリスによって召喚される3バカトリオの1人。3人の中で2番目に強い。
フランケン
アリスによって召喚される3バカトリオの1人。3人の中で1番強い。
ルビー・スペンサー（声：小林沙苗）
魔法ショップの店員。お店演出で出現。

## パチスロ（5号機）

### 『マジカルハロウィン』
初代。型式名は「マジカルハロウィンJC」。パチスロ5号機。

#### スペック
基本的にはART・RTで出玉を微増させつつ、ボーナスで出玉を増やしていくタイプである。小役との同時抽選対象役はスイカ、共通9枚役、リプレイの3つ。スイカが最もボーナスに当選しやすく、当選した場合はBIG BONUSが確定、更に後述のカボチャンス（ART）にも当選しやすい。また、ボーナス単独当選もある。
通常時は3枚掛け遊技が基本だが、2枚掛け遊技も可能（有効リールに変化なし）。2枚掛けだとスイカ・3色チェリー・単独9枚役の抽選を一切行わなくなり、ボーナスの抽選確率も激減するが、共通3枚役はよく揃うのでコイン持ちだけはアップする（カボチャンス・カボチャレンジ中除く）。
BONUSの合成確率は1/168（設定1）～1/164（設定6）と高めに設定されており、かつ設定差が少ない。BIG BONUS（赤7揃い）は、253枚を超える払い出し（純増208枚）で終了する。BONUS GAME（7・7・BAR揃い）は、69枚（純増56枚）を超える払い出しで終了する。どちらも内部的にはCTであり、右リールが即時停止するが、ボーナス中に入賞する役は左リールに停止するチェリーのみで、CTのリール制御の影響を受けない。
3択の9枚役とパンク役（チェリー）を完全ナビするARTカボチャンスを搭載しており、パンク役成立時にパンク役を揃えるか、またはゲーム数到達時に死神に倒されるまで継続する（死神に倒された場合は、次GのレバーON時にアリスがカットインし、復活する可能性もある）。1Gあたりの純増枚数は0.7枚。パンク役成立時にパンク役を揃えてしまうと強制終了となるが、まだカボチャンスの残りゲーム数がある時にパンクした場合は、次回BONUS後にその残りゲーム数のカボチャンスに突入する。カボチャンス中のBONUS当選によるゲーム数の上乗せもある。カボチャンス終了（ART自体が終了した場合を除く）後はカボチャレンジに必ず突入する。
カボチャンスは、BONUS中レバーON時にまじかるちゃんすが発生すると突入する（まじかるちゃんすは高確率ゾーン滞在時にBONUSを引くか、高設定になっていく程発生しやすい）。BONUS GAMEは、カボチャンス及びカボチャレンジ中に当選した場合のみ抽選を行う。まじかるちゃんすで得た宝箱は、金＞銀＞銅の順でより長い上乗せが期待でき、銀は100G以上確定、金は200G以上が確定する。カボチャンスは最低でも50G継続し、金の宝箱出現の時のみ1,000G当選の可能性がある。まじかるちゃんすが発生しなくても内部的にカボチャンスに当選している場合もある（まじかるちゃんすが発生する確率は当選時の約50%）。
カボチャンスに当選しなかった場合はBONUS終了後RTのカボチャレンジに必ず突入し、ナビ無しによる自力昇格のチャンスとなる。1Gあたりの純増枚数は0.2枚。この時に3択チェリー成立時に自力でチェリーを8回連続で外すとカボチャレメーターが一杯になり、50Gのカボチャンスに昇格する（理論上での自力昇格確率は約3.9%）。BONUS非重複のスイカ成立時に必ず発生するデカカボアタックからのみ、1/3で50Gのカボチャンスに昇格する。それ以外の場合は、連続演出に発展する。カボチャレンジ中の連続演出後にカボチャンスに入った場合は、チェリー外しの8回目、もしくはスイカによるカボチャンス当選が連続演出中に起こったときであり、やはり50G固定となる。
通常ゾーン・高確率ゾーン・魔界ゾーンを行き来し、通常から高確率ゾーンには100ゲーム毎に抽選され80%で移行し、高確率ゾーンはリプレイ成立時抽選の25%で通常ゾーンへ転落する。魔界ゾーン以外は演出上で通常と高確率の違いを見分けることはほぼできない（お化けが高速で横切る液晶演出発生時のみ高確率ゾーン滞在中が確定）。魔界ゾーンへはBONUS非重複のスイカ成立時に抽選され、1/50で移行。魔界ゲート演出からゾーン突入後30ゲーム継続する（魔界ゲート演出時にローズ対決演出に発展した場合、魔界ゾーンは非当選となるが、スイカ重複ビッグの期待が持てる）。魔界ゾーン30ゲーム目に再び魔界ゲート出現からローズ対決演出で終わる。ここで勝利するか、魔界ゾーン中にBONUSを揃えると、BONUSが5回成立するまでカボチャンスが継続するスーパーカボチャンスに突入する（正確には魔界ゾーン時に引いたBONUSも1回に入るため、BONUSを残り4回引くまで）。実質的な突入確率は約1/36,680。この間に当選したBONUS中も上乗せの可能性があり、当選した場合最後のBONUS終了後に通常のカボチャンスへ移行するが、確率と上乗せゲーム数は通常時に当選したものより低く設定されている。さらに、この間に引いたスイカの1/3で50Gの上乗せがある。通常のカボチャンスと同じく、パンク役成立時にパンク役を揃えてしまうと強制終了となるが、次回BONUS後にまだBONUSの残り回数がある場合は再び突入する。
通常ゾーンにおけるカボチャンス突入率と継続に奇数設定と偶数設定に差があり、奇数は低く、偶数は高い。代わりにカボチャンス・カボチャレンジ中に引いたBONUSからのカボチャレンジ当選時上乗せのゲーム数は奇数設定の方が高めである。したがって偶数設定は穏やかな出玉推移、奇数はメリハリの激しい出玉推移になりやすいというゲーム性の変化がつけられている。なお、上乗せ確率は設定が高いほど有利だが、設定6のみ他よりかなり低い。これにより他機種より比較的短時間にて設定の看破がある程度可能である。

#### 演出
単独演出
- アリス演出

アリスのしぐさで小役をナビ。「?」が出るとお化け演出に繋がることがあり、その場合の期待は高い。
- 背景演出

背景に写るもので小役をナビする。ローズが登場すればほうきバトル演出へ。流星の場合数が多ければ多いほど期待が高く、急降下演出からほうきバトル演出へ発展しやすい。
- 月演出

月がアップになり、各演出へ発展することがある。ローズがいた場合はほうきバトル演出かモンスターバトル演出、ブーモリがいた場合はほうきバトル演出へと発展する。通常は黄色だが赤い月ならチャンス。
- お化け演出

背後を通過するお化けの色で小役ナビ。数が多いとチャンス、姿が大きいと激アツ。
- お店演出

お店で買うもので小役ナビ。通常は2つある商品の左側を選ぶが、初めから商品が1つしかなかったり、右側を選ぶとチャンス。お鍋演出、錬金演出、ほうきバトル、モンスターバトル演出へと発展することもある。
- お鍋演出

得体の知れない材料をかき混ぜ、料理の成否を確かめる。通常より高速でかき混ぜたり、反時計回りでかき混ぜていればチャンス。期待度は低く頻繁に発生するが、錬金演出へと発展した場合はチャンス。
- 錬金演出

錬金術を使い、ボーナスを作る。呪文を唱える間の背景は通常は青色だが、黄や赤に変わることがあり、赤の方が期待できる。初めから黄色や赤色に変わっていればチャンス。単独演出では最も期待度が高い。
- 急降下演出

宝箱を見つけたアリスが急降下して捕まえる。ローズかブーモリがキャッチすればほうきバトル演出へ。
- カボちゃん吐き出し演出

カボちゃんが吐き出す物で小役をナビ。物の大きさや色によっても変化し、特に大きいほど期待が持てる。モンスターのカードを吐き出した場合、モンスターバトル演出へと発展する。
連続演出
- ほうきバトル演出

ローズかブーモリと宝箱を巡って追いかけっこする。宝箱に触れられれば確定。ブーモリの方が期待度高。
- モンスターバトル対決演出

ローズとモンスターを使って対決する。カボちゃん吐き出し演出から発展した場合、カードのモンスターと実際に出したモンスターとが矛盾していればチャンス（特にカード＝フランケン、勝負＝ウルフなどの格下げは期待度高）。
プレミア・確定演出
- 通常時 - 各演出でのナビ矛盾、背景の月が笑う、背景に木星や花火、マジカル目（中リールのバー・スイカ・コイン）からの連続演出（カボチャレンジ・カボチャンス中ならチェリーナビ以外時の出現）、お化けがアリスの前から出現
- 月演出 - 第1ボタン停止で錬金演出・第2ボタン停止でほうきバトル演出発展
- カボチャンス中 - ゲーム数が残っている時に死神出現、死神が登場してから連続演出へ発展、カードが全てアリスまたは赤7、「次回予告」出現、レバーオン時に黒いカボチャのシルエット
- カボちゃん吐き出し演出 - 「かぼちゃは、くさいいきを吐いた」の台詞、吐き出した物が金の球・3連カボチャ・アリスが隠れるほど大きな物
- お店演出 - 「氷」の暖簾、店員が『あっぱれ応援団』の飛鳥ちゃん
- お鍋演出 - 鍋の中に野菜
- 錬金演出 - 鍋がラーメン丼
- 急降下演出 - アリスがそのまま宝箱をキャッチ
- ほうきバトル演出 - ローズが壁にぶつかる、4人のカットインが入る、ブーモリの台詞が「○×△□」
- モンスターバトル演出中 - 選択中のモンスターがすべてフランケン、『あっぱれ応援団』の女の子が応援、1・2ターンとも必殺技で攻撃、アリス復活

#### 楽曲
- 通常時BIG中：「Magical Sky」/ 作詞・歌:Sana 作曲:Sota Fujimori
- カボチャンス・カボチャレンジ時BIG中：「Miracle Halloween」/ 作詞・歌:Sana 作曲ota2

この他、残りカボチャンスが100G以上ある時に引いたBONUS GAMEは、1/3でBGMが変化することがある。
- BONUSGAME中「MagicalMagic」

BGM全般は「Magical Sky」の作曲者であるSota Fujimoriが担当。

#### パネル
マジカルハロウィンのパネルは、製造時期等の別により5種類作られた。
1. 初期パネル（2007年7月）
2. スペシャルスターパネル（2007年7月、ダイナム限定）
3. マジカルバニーパネル（2007年8月）
4. ハッピーハロウィンパネル（2007年9月）
5. ミラクルパーティーパネル（2007年11月）

### 『マジカルハロウィンR』
2009年3月に発売された、「マジカルハロウィン」のマイナーチェンジ版。「マジカルハロウィン」でも使われた筐体の在庫処分の色合いが強く、販売台数は小規模に留まった。
「マジカルハロウィン」に比べて演出的に大きな変化は無く、一部BGMの差し替えやわずかな演出追加が行われたのみのマイナーチェンジ版。
数少ない演出の変更点として、ボーナス確定後のプレミアやストック放出時（後述）のレギュラーボーナス演出として「2」のキャラクターであるフロストとノワールが先行登場する点、カボチャンスが大連荘した際のBGMとして「2」主題歌である「ツキノキオク」のインスト版が流れる点などが挙げられる。
ゲーム性は「マジカルハロウィン」と大きく異なりボーナスよりもARTをメインで増やすスペックとなっており、BIGボーナスはプレミアム的な扱いとなっている。保安通信協会の検定方法の変更（詳細はリプパンはずしを参照）の煽りを受け、最高設定の機械割は約108%（解析値）と大幅にダウンした。
カボチャレンジ・カボチャンスの突入契機が、ボーナス終了後に加えて通常時のシングルボーナス成立の一部からも突入する（突カボ）ようになった。また、1度のカボチャンスのゲーム数が300ゲームに制限され、それ以上獲得したゲーム数は内部にストックされる。内部ストックが300G以上ある場合のボーナスの1/2、もしくはフリーズを伴うビッグボーナスでストックは放出される。

### 『マジカルハロウィン2』
詳細はマジカルハロウィン2を参照。

### 『マジカルハロウィン3』
詳細はマジカルハロウィン3を参照。

### 『マジカルハロウィン4』
2013年11月発売。それまでのシリーズ機とは遊技システムが大きく変わり、ボーナス・ART抽選はゲーム数解除がメインとなる。

## パチンコ

### CRぱちんこマジカルハロウィンNM3
2014年6月、同じコナミグループの高砂電器産業（後のコナミアミューズメント）から発売。
スペック
- 大当たり確率：1/319.69 （確率変動中：1/49.99）
- 確変突入率：72.36%
- 賞球・カウント数：3&2&10&14、4 or 8 or 16ラウンド・8カウント
- 時短：40 or 60 or 80 or 100回

## 関連作品
発売元や制作元が表記されていない作品は、全てコナミ（持株会社化以降はKDE-J）による製作・発売である。

### CD・DVD

#### サウンドトラック
「Magical Halloween / Samba×Samba Original Soundtrack」　(2008年2月27日)
マジカルハロウィンとSamba×Sambaの2機種分の楽曲、未使用BGM含む全26曲を収録。
「Magical Halloween2 ORIGINAL SOUNDTRACK」　(2010年2月24日)
マジカルハロウィン2の楽曲全43曲を収録。
「Magical Halloween3 ORIGINAL SOUNDTRACK」　(2011年9月21日)
マジカルハロウィン3の楽曲全36曲を収録。
「Magical Halloween4 Original Soundtrack」　(2013年11月27日)
マジカルハロウィン4で使用された楽曲を歌唱曲集（Disc1）とインスト曲集（Disc2）の2枚組で収録。

#### キャラクターソングCD
「Magical Halloween みらくる★カルテット」(2011年10月31日)
アリス、ローズ、フロスト、ノワールのキャラクターソング全4曲、「Miracle Halloween ～Long Version～」、SE集を収録

#### その他
「スロうた♪」　(2010年12月22日)
KPEが手掛けた数々のパチスロ機に搭載されているボーナス曲だけを収録したアルバム。マジハロ関連楽曲は「Magical Sky」「Miracle Halloween」「ツキノキオク」「まじかる☆カーニバル」「月歌 -ゲッカ-」の全5曲を収録。

### 書籍
「マジカルハロウィンシリーズ 公式イラスト＆設定資料集」　ISBN：978-4-86155-276-2　(2010年2月24日)
2010年12月現在メーカーサイトでも取り扱いはなく、ネットオークションやamazonなどで定価の10倍以上のプレミアム価格で取引されている。

### コミック
「マジカルハロウィン3 ～Missing-Link Days～」
『パチスロ7』（蒼竜社）2011年10月号より2012年4月号まで連載。

### フィギュア

#### マジカルハロウィンフィギュアシリーズ
商品仕様は1/8スケール（全高約200mm）、PVC（一部ABS）塗装済み完成品。
「アリス・ウィッシュハート」(2012年2月9日)
アリスのカボちゃん、ブーモリが付属。
「ローズマリー・ベルガモット」(2012年2月9日)
ローズのカボちゃんが付属。
「アリス＆ローズマリーセット」(2012年2月9日)
上記セット+セット特典付き商品。

### スロットアプリ
｢スロトレ! KPE｣（KPE公式携帯向けサイト）でダウンロードできる。画像、着うた等の配信も有る。
｢マジカルハロウィン｣
マジカルハロウィンの携帯電話用スロットアプリ。
｢マジカルハロウィン2（アリス)｣ / ｢マジカルハロウィン2（ローズ)｣
マジカルハロウィン2の携帯電話用スロットアプリ。アリスモードとローズモードの2種類。
｢マジカルハロウィン3（デイライト）｣ / 「マジカルハロウィン3（ムーンライト）」
マジカルハロウィン3の携帯電話用スロットアプリ。アプリサイズとメモリ使用量を押さえたLight版と、Light版でカットされた演出を採用したハイスペック携帯機種向けの豪華版の2種類が配信されている。